# Kantornes
Kantornes est une localité du comté de Troms, en Norvège.

## Géographie
Administrativement, Kantornes fait partie de la kommune de Balsfjord.